# 郭智强
郭智强，中华人民共和国政治人物、全国脱贫攻坚先进个人。

## 生平
郭智强任渭南市扶贫开发办公室正县级督查专员。因在脱贫攻坚战中作出突出贡献，2021年2月25日全国脱贫攻坚总结表彰大会上，郭智强被授予“全国脱贫攻坚先进个人”。